# Arena sumbră
Arena sumbră (engleză: The Dark Arena) este primul roman scris de autorul italo-american Mario Puzo, publicat prima oară în 1955.
Cartea prezintă povestea lui Walter Mosca, un american veteran al celui de-al doilea război mondial care se reîntoarce în Germania după iubita sa, Hella. Romanul arată viața după război în Germania, loc în care nu marca germană e la putere, nici măcar dolarul american, ci țigareta făcută în Statele Unite.
Arena sumbră nu a fost un succes așa cum este opera sa viitoare. Romanul a primit câteva aprecieri modeste și criticii au admis că Puzo are un talent solid.